# Epitola dunia
Epitola dunia är en fjärilsart som beskrevs av Kirby 1887. Epitola dunia ingår i släktet Epitola och familjen juvelvingar. Inga underarter finns listade i Catalogue of Life.